# The Song Remains the Same
The Song Remains the Same este un album în concert și totodată coloana sonoră a filmului-concert cu același nume al trupei engleze de rock Led Zeppelin. Albumul a fost lansat original în 1976, înainte de a fi remasterizat și reeditat în 2007.

## Lista pieselor

### Disc 1
1. "Rock and Roll" (John Bonham, John Paul Jones, Jimmy Page, Robert Plant) (4:03)
2. "Celebration Day" (Jones, Page, Plant) (3:49)
3. "The Song Remains the Same" (Page, Plant) (6:00)
4. "Rain Song" (Page, Plant) (8:25)
5. "Dazed and Confused" (Page) (26:53)

### Disc 2
1. "No Quarter" (Jones, Page, Plant) (12:30)
2. "Stairway to Heaven" (Pagen, Plant) (10:58)
3. "Moby Dick" (Bonham, Jones, Page) (12:47)
4. "Whole Lotta Love" (Bonham, Willie Dixon, Jones, Page, Plant) (14:25)

## Componență
- John Bonham - baterie, percuție
- John Paul Jones - chitară bas, claviaturi, Mellotron
- Jimmy Page - chitare electrice, voce de fundal, producție
- Robert Plant - voce